# البریج راس
البریج راس (انگلیسی: Elbridge Ross; ۲ اوت ۱۹۰۹ – ۱۳ نوامبر ۱۹۸۰) بازیکن هاکی روی یخ اهل ایالات متحده آمریکا بود.